# Њ (слово ћирилице)
Слово Њ је седамнаесто слово српске ћирилице и осамнаесто слово македонске ћирилице.